# Rhamphophila lyrifera
Rhamphophila lyrifera är en tvåvingeart som beskrevs av Edwards 1923. Rhamphophila lyrifera ingår i släktet Rhamphophila och familjen småharkrankar. Inga underarter finns listade i Catalogue of Life.